# Барановичі
Барановичі (біл. Бара́навічы, лат. Baránavičy) — місто на заході Білорусі, районний центр в Берестейській області. Населення у 2004 році становило 168 000 осіб, у 2007 році — близько 170 000 осіб.

## Географія
Місто Барановичі розташоване на Барановицькій рівнині в межиріччі Щари і її притоки Мишанки. Барановичі стоять практично на прямій, що сполучає обласний центр Берестя (193 км) і столицю Білорусі Мінськ (139 км). Найближчі міста: Ляховичі (17 км), Слонім (42 км), Новогрудок (52 км), Ліда (98 км), Вовковиськ (113 км). Барановичі лежать на рівнинній місцевості, де перепад висот не перевищує 20 м (від 180 до 200 м над рівнем моря). Висота міста над рівнем моря становить 193 м. Протяжність міста: 7 км як із заходу на схід, так і з півночі на південь; разом із тим місто дещо витягнуте (на 8,5 км) в напрямі з південного заходу (від вул. Брестської) на північний схід (до вул. Фабричної) і стисле (6,3 км) в напрямі з півночі (вул. Радянська) на південний схід (вул. Фроленкова). Площа, зайнята містом, складає 27—30 км². Щільність населення становить понад 6000 чоловік на км².
Координати міста — 26°00 с. д. і 53°07 пн. ш. Найпівнічніша точка міста — вулиця на північ від заводу автоматичних ліній — 53°10 пн. ш., південна — Узноги, 53°06 пн. ш. Крайня західна точка розташовується в районі вул. Бадака — 25°57 с.д., східна — у районі перетину вулиць Єгорова й Каштанової — 26°04 пн. д. Геометричний центр міста — площа Леніна. Усього в місті майже 500 вулиць і провулків загальною довжиною 262 км.
Барановичі є великим вузлом важливих залізничних і шосейних доріг. Близько розташований магістральний газопровід, розвинена система енерго- й водопостачання, сприятливий клімат. У місті розташований ряд великих промислових підприємств.
За даними на середину 2007 року, на 1000 жителів міста припадає 265 одиниць транспортних засобів. Усього в місті їх зареєстровано 56 641.
Місто Барановичі не тільки одне з найбільших міст Білорусі за чисельністю населення (8-е місце в республіці), але й один з найважливіших промислових, культурних й освітніх центрів Білорусі.

### Клімат
Клімат у населеному пункті вологий континентальний («Dfb» за класифікацією кліматів Кеппена). Опадів 623 мм на рік. Найменша кількість опадів спостерігається в лютому й сягає у середньому 27 мм. Найбільша кількість опадів випадає в червні — близько 82 мм. Різниця в опадах між сухими та вологими місяцями становить 55 мм. Пересічна температура січня — -6,1 °C, липня — 17,6 °C. Річна амплітуда температур становить 23,7 °C.
| Клімат                            | Клімат | Клімат | Клімат | Клімат | Клімат | Клімат | Клімат | Клімат | Клімат | Клімат | Клімат | Клімат | Клімат |
| Показник                          | Січ.   | Лют.   | Бер.   | Квіт.  | Трав.  | Черв.  | Лип.   | Серп.  | Вер.   | Жовт.  | Лист.  | Груд.  | Рік    |
| Середній максимум, °C             | −3,1   | −1,7   | 3,0    | 11,4   | 18,5   | 21,7   | 22,8   | 22,2   | 17,2   | 10,9   | 4,0    | −0,5   | 10,5   |
| Середня температура, °C           | −6,1   | −5     | −0,7   | 6,6    | 12,9   | 16,3   | 17,6   | 16,8   | 12,4   | 7,1    | 1,6    | −3,1   | 6,4    |
| Середній мінімум, °C              | −9,1   | −8,2   | −4,4   | 1,9    | 7,4    | 11,0   | 12,4   | 11,5   | 7,7    | 3,4    | −0,7   | −5,6   | 2,3    |
| Норма опадів, мм                  | 36     | 27     | 35     | 41     | 57     | 82     | 81     | 69     | 57     | 47     | 48     | 43     | 623    |
| --------------------------------- | ------ | ------ | ------ | ------ | ------ | ------ | ------ | ------ | ------ | ------ | ------ | ------ | ------ |
| Джерело: Climate-Data.org (англ.) |        |        |        |        |        |        |        |        |        |        |        |        |        |

## Історія

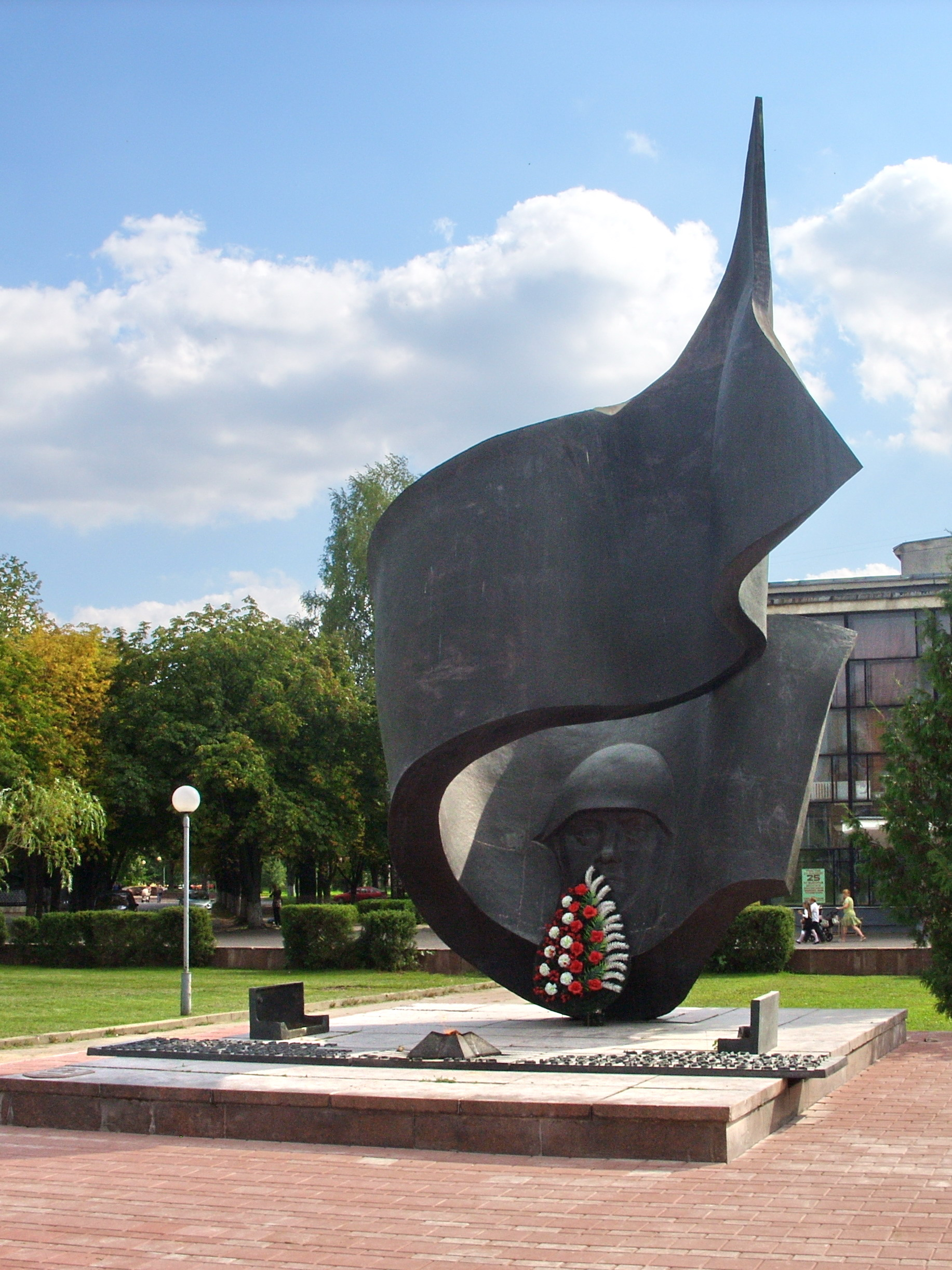
Пам'ятник визволителям міста 1944 року

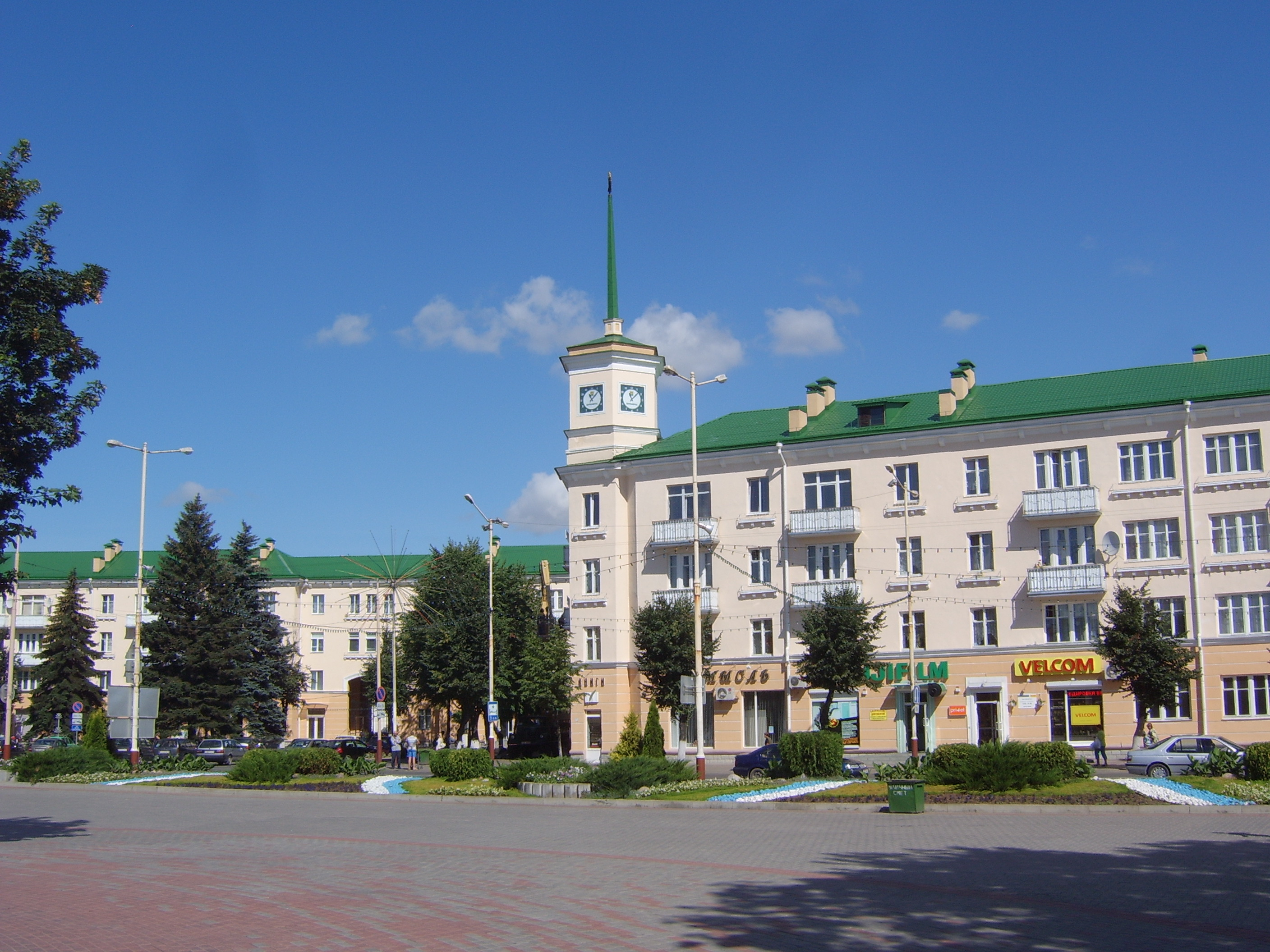
Площа Леніна

У другій половині XVII століття в Барановичах розміщувалася єзуїтська місія. У другій половині XVIII століття Барановичі були власністю Мосальських і Невеселовських, а в XIX столітті належали графині Є. Розвадовській.
Історія міста веде свій відлік з 29 листопада 1871 року, коли почався рух по недавно побудованій ділянці залізниці Смоленськ — Берестя. Ім'я станції, що виникла під час будівництва, дало село Барановичі, перша згадка про яке зустрічається в заповіті А. Є. Синявскої в 1627 р. Дерев'яна будівля вокзалу, станційні споруди, нечисленні будинки, у яких жили залізничники, — такими були тоді Барановичі. Нова залізниця стала значною подією не тільки для місцевих селян, але й для всієї тодішньої Російської імперії, вона дозволила зв'язати другу столицю Москву із західним краєм імперії.
Поштовхом до інтенсивнішого заселення району, прилеглого до станції з півдня, стала подія в травні 1884 р. — Мінське губернське правління ухвалило рішення про розбудову на поміщицьких землях Розвадовських містечка, що отримало назву Розвадово. Забудова містечка здійснювалася за планом, який затвердив мінський губернатор 27 травня 1884 р. У селищі було 120 будинків і жило півтори тисячі людей.
Згідно з планами, затвердженими імператором Олександром III, передбачалося, що тут же пройде ще одна залізниця — Вільно — Лунинець — Пінськ — Рівне. Тому одночасно, у двох з половиною кілометрах від станції, Московсько-Брестську лінію залізниці перетнули рейки Вільно-Рівненського напряму Поліських залізниць. На залізничному перетині виникла ще одна станція Барановичі — Поліських залізниць, яка стала другим центром формування майбутнього міста.
Як і в першому випадку, у районі станції оселилися робочі, торговці. Виникло нове поселення, яке на відміну від Розвадово, що став в неофіційному обігу Старими Барановичами, отримало назву Нові Барановичі. Воно розвивалося на землях, що належали селянам низки сіл, розташованих неподалік від нової станції (Светиловичі, Гирово, Узноги). Зручніші, ніж на поміщицьких землях, умови оренди, близькість адміністративних установ сприяли швидкому зростанню цього поселення.
Зі здачею в 1886 році в експлуатацію лінії Барановичі — Вовковиськ — Білосток, Барановичі перетворилися на великий залізничний вузол. Розвадово (неофіційна назва — «Старі Барановичі») і Нові Барановичі об'єдналися в містечко з загальною назвою Барановичі.
6 жовтня 1888 року в містечку Розвадово було введено міщанське управління.
Поступово Барановичі стали великим залізничним вузлом, який з'єднав з найважливішими економічними центрами країни — центральною Росією й Польщею, Прибалтикою й Україною. Це сприяло тому, що поселення, що розвивається, привернула увага військового відомства. У районі Барановичі Поліських залізниць було побудовано комори, млин і сухарний завод Віленського інтендантства, розміщено кілька батальйонів піхотного полку. Ці почини військового відомства, а також подальший розвиток залізничних станцій вимагали щораз більше робочої сили.
Коли Старі (містечко Розвадово) й Нові Барановичі злилися, утворивши єдине містечко під загальною назвою Барановичі-Розвадово, воно було цікавим утворенням в адміністративному відношенні: містечко, що має міщанське управління, входило до складу Новомишськой волості, а Нові Барановичі входили частинами в Новомиську, Столовіцьку, Ястрембельську і Даревську волості Новогрудського повіту Мінської губернії.

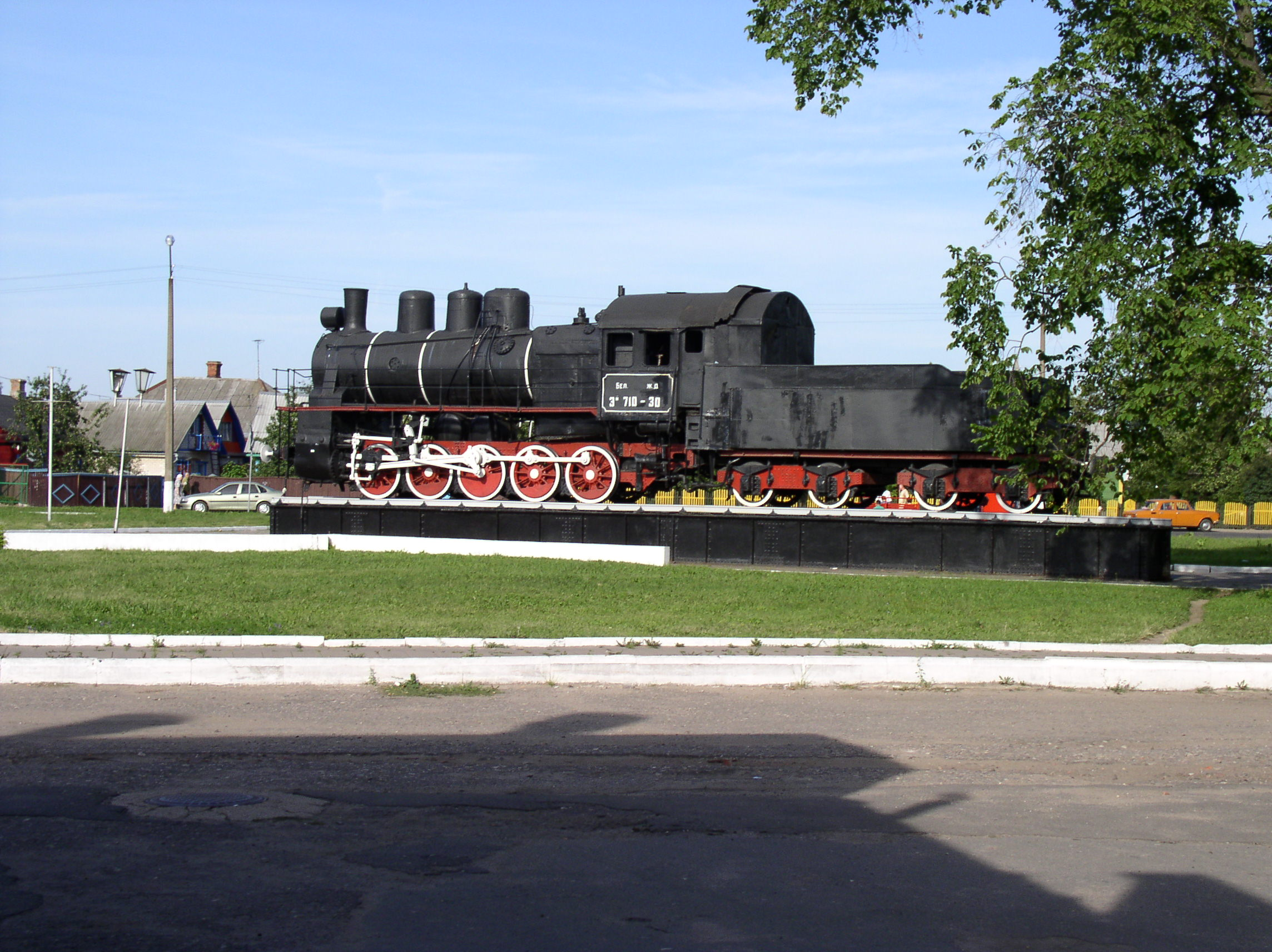
Пам'ятник паровозу на станції Барановичі-Поліські

З 1894 року Барановичі стає повітовим містом. У Барановичах швидко росте населення, розвивається промисловість, ремесла, торгівля. Згідно з переписом 1897 року, у Барановичах проживали 8 718 осіб, було побудовано 834 будівлі, працювали 4 підприємства, були двокласні школи — залізничного й добровільного товариств.
Нове поселення мало досить-таки значні розміри, але воно було вкрай невпорядкованим. Як поселення неміське, Барановичі не були підпорядковані майже ніяким нормам ні в санітарному, ні в будівельному, ні в протипожежному смислах. У поселенні Барановичі зовсім нема вулиць: дома будуються без жодного плану, без дотримання відстаней між спорудами, освітлення немає не тільки в поселенні, але і в містечку; немає не тільки тротуарів, але навіть жодної мощеної вулиці й рівних майданів; не існувало навіть пожежного обозу. На дванадцять тисяч населення не було жодної приходської церкви, жодної загальноосвітньої школи, жодної лікарні. Так характеризуються Барановичі в 1903 році у висновках комісії, створеної Мінським губернатором у справі про введення Міського положення в Розвадово й прилеглих до нього поселеннях.
Ця спроба перевести поселення в розряд міст закінчилася безуспішно. Але це не зупинило бурхливого розвитку Барановичів. З'являються все нові й нові невеликі підприємства, росте пролетаріат. Він, як і всі трудящі царській Росії, страждав від важкого економічного стану, повного політичного безправ'я, національного гніту. Непомірно дорогою була в Барановичах земля, дуже високими ціни на продукти харчування, гас, сірники і інші товари першої необхідності. І недивно, що буквально з моменту свого зародження барановицький пролетаріат включився в боротьбу за свої права. Особливо активною була його участь у революції 1905—1907 років, що охопили всю країну після кривавого воскресіння 9 січня 1905 року. В період першої російської революції 1905—1907 рр. в Барановичах в грудні 1905 р відбувся великий страйк залізничників. Також в першу російську революцію в 1905 р. Барановичі зуміли відмітитися виступом робочих і солдатів. За півтора тижні до кінця року 300 залізничників, керованих інженером-есером і підтриманих солдатами залізничної бригади, відмовилися виконувати розпорядження керівництва, вивели з ладу комутатор, зупинили на цьому важливій ділянці залізниці рух потягів. Щоб подавити виступ, через три дні з Вильни виступили прикордонні війська, а ще через день на підмогу прибула каральна експедиція генерала Орлова. У місті було введено воєнний стан, пройшли масові арешти.
Упродовж першого десятиліття XX століття Барановичі стали найбільшим містечком Новогрудського повіту з населенням 30 тис. чоловік, чотирма церквами, римсько-католицькою каплицею, десятьма молитовними будинками, сім'ю початковими школами, двома аптеками, театром і кінотеатром «Едем». Тут практикували 13 лікарів, 6 дантистів, 8 акушерок, ветеринарний лікар. Перед Першою світовою війною в Барановичах працювали 3 цегляних, 2 лісопильні, маслобойний, чавуноливарний, сухарний заводи, 2 млини і 3 фабрики млинових жорен.

### Перша світова війна
З початком Першої світової війни тут розміщувалися великі воєнні сили російських військ, і якийсь час розміщувалася Ставка Верховного головнокомандувача російських військ (у районі розташування залізничної бригади неподалік від станції Барановичі-Поліські), куди 10 разів приїжджав цар Микола II. Після страшної поразки в Барановіцькій або, як її ще називають, Скорбово-Городіщенській операції в липні 1916 року втрати російських військ склали близько 80 тис. чоловік. Російська армія відступила, і містечко з 1916 по січень 1919 роки було окуповане кайзерськими військами. Упродовж двох років тут проходила лінія фронту.

### Радянська влада

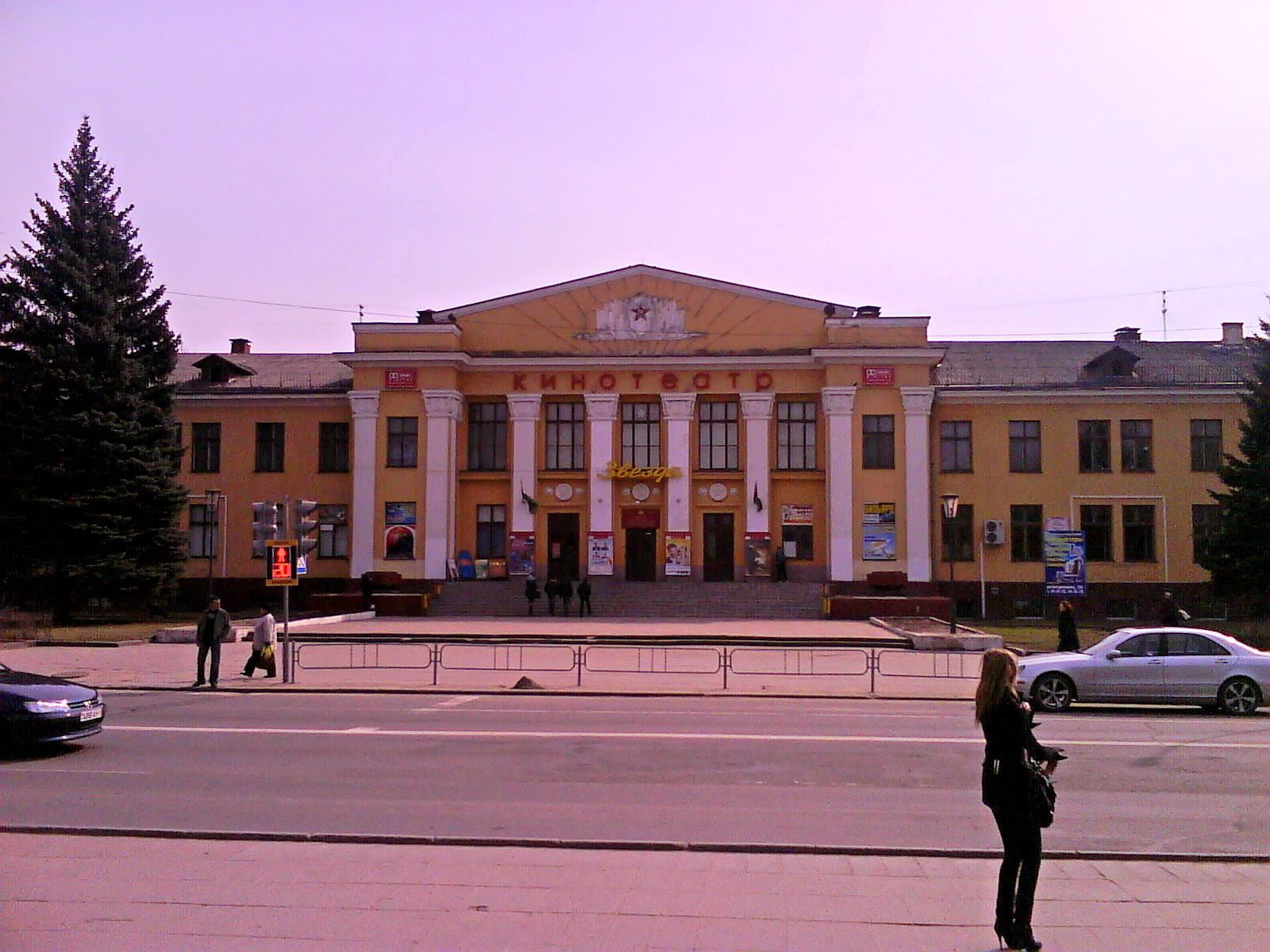
Кінотеатр «Зірка» / Дім офіцерів

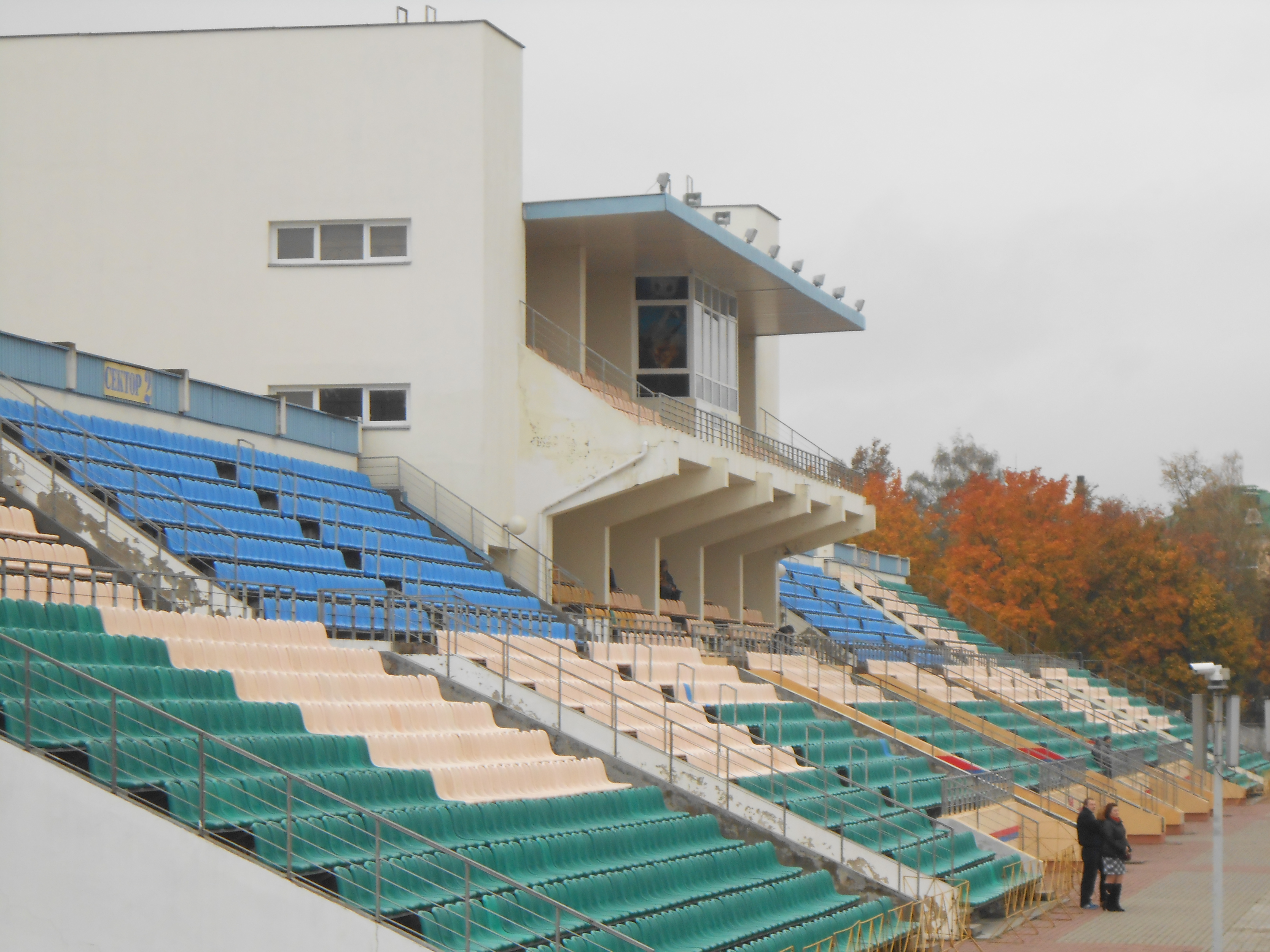
Стадіон «Локомотив»

5 січня 1919 р. в Барановичах установилася радянська влада. 6 лютого 1919 р. Барановичі оголошені містом і центром повіту Мінської губернії БРСР. У 1921 р. за Ризьким мирним договором місто відійшло Польщі й до 1939 р. входило в її склад із статусом центру повіту Новогрудського воєводства.
У ці роки до міста Барановичів ішло будівництво нового православного храму на честь Покриву Пресвятої Богородиці. Під керівництвом Н. Бруні, що брав участь у розписі Варшавського Собору, на стінах храму в Барановичах були закріплені деякі мозаїчні полотна з Варшави. Серед них була й частина мозаїки Н. А. Кошелева «Спас з будівельником» («Спас з донатором»), яка являла Л. Н. Бенуа, що тримав модель собору, а також невеликий фрагмент композиції В. М. Васнецова «Про тебе радіє». На думку фахівців барановицькі мозаїки належать до найкращого з того, що було створене у світі в області мозаїчного мистецтва в XIX — початку XX століть. У 1953 році у зв'язку з тим, що в соборі встановлені мозаїки, він був оголошений архітектурним пам'ятником і взятий під охорону державою (СРСР).
У 1939 році в Барановичах мешкало 27,4 тис. жителів. З вересня 1939 року місто Барановичі ввійшло до складу БССР і з 4 грудня 1939 року отримало статус обласного центру. До початку Німецько-радянської війни в місті й області  працюють школи з навчанням білоруською, російською, польською і єврейською мовами. Діє драматичний театр, учительський інститут, видається газета «Чырвоная звязда», розвивається радіофікація.
Під час Другої світової війни 27 липня 1941 року, місто окуповане німецькими військами. У місті діяло Барановицьке патріотичне підпілля і окружна антифашистська організація. За час Другої світової війни Барановичі були сильно зруйновані. 8 липня 1944 року внаслідок наступу військ Першого Білоруського фронту і партизан Барановицького й Мінського з'єднання на Барановічсько-Слонімськом напрямі (операція «Багратіон») місто було звільнене від німецьких військ. Ця дата визначена як День звільнення міста.
Уже за підсумками першого післявоєнного десятиліття в місті повністю відновлений довоєнний рівень розвитку, працювало близько 40 промислових підприємств, артілей і майстерень. Серед них артіль «Червоний металіст» (нині завод станкобудівний), мотороремонтний завод (нині автоагрегатний), артіль «Комунарка» (нині трикотажна фабрика), артіль «Восход» (фабрика художніх виробів), які сьогодні є одними з найбільших підприємств міста.
8 січня 1954 року Барановицьку область було ліквідовано, а її територію включено в Берестейську область. Із травня 1954 року місто Барановичі стає центром Новомишського району, а з квітня 1957 року — Барановицького району. 1970 року в Барановичах проживало 102 тис. мешканців.

### Російське вторгнення в Україну (2022)
06 березня 2022 стало відомо, що російськими окупаційними військами в рамках Російського вторгнення в Україну для завдання авіаударів по об'єктах військової та цивільної інфраструктури Київщини й Житомирщини залучались військові літаки Су-35С, Су-34 і Су-25, які підіймалися у небо з аеродромів Барановичі, Лунинець і Ліда, що у Білорусі.

## Населення
За переписом населення Білорусі 2009 року чисельність населення міста становило 168 240 осіб.

### Національність
Розподіл населення за рідною національністю за даними перепису 2009 року:
| Національність                | Осіб   | Відсоток |
| ----------------------------- | ------ | -------- |
| білоруси                      | 138236 | 82,17 %  |
| росіяни                       | 16367  | 9,73 %   |
| національність не вказана     | 5653   | 3,36 %   |
| поляки                        | 4159   | 2,47 %   |
| українці                      | 2672   | 1,59 %   |
| євреї                         | 116    | 0,07 %   |
| вірмени                       | 108    | 0,06 %   |
| татари                        | 101    | 0,06 %   |
| цигани                        | 88     | 0,05 %   |
| національність не повідомлена | 86     | 0,05 %   |
| литовці                       | 75     | 0,04 %   |
| азербайджанці                 | 73     | 0,04 %   |
| туркмени                      | 73     | 0,04 %   |
| молдовани                     | 58     | 0,03 %   |
| німці                         | 39     | 0,02 %   |
| узбеки                        | 34     | 0,02 %   |
| чуваші                        | 33     | 0,02 %   |
| грузини                       | 26     | 0,02 %   |
| дві та більше національності  | 23     | 0,01 %   |
| латиші                        | 22     | 0,01 %   |
| болгари                       | 15     | 0,01 %   |
| греки                         | 15     | 0,01 %   |
| мордва                        | 12     | 0,01 %   |
| казахи                        | 11     | 0,01 %   |
| башкири                       | 11     | 0,01 %   |
| турки                         | 9      | 0,01 %   |
| естонці                       | 9      | 0,01 %   |
| корейці                       | 8      | 0,00 %   |
| удмурти                       | 8      | 0,00 %   |
| марійці                       | 8      | 0,00 %   |
| національність не визначена   | 8      | 0,00 %   |
| араби                         | 7      | 0,00 %   |
| осетини                       | 7      | 0,00 %   |
| карели                        | 6      | 0,00 %   |
| угорці                        | 6      | 0,00 %   |
| чеченці                       | 5      | 0,00 %   |
| комі                          | 5      | 0,00 %   |
| лакці                         | 5      | 0,00 %   |
| інша національність           | 5      | 0,00 %   |
| лезгини                       | 4      | 0,00 %   |
| фіни                          | 4      | 0,00 %   |
| таджики                       | 3      | 0,00 %   |
| гагаузи                       | 3      | 0,00 %   |
| аварці                        | 3      | 0,00 %   |
| італійці                      | 3      | 0,00 %   |
| якути                         | 3      | 0,00 %   |
| в'єтнамці                     | 2      | 0,00 %   |
| абхази                        | 2      | 0,00 %   |
| даргинці                      | 2      | 0,00 %   |
| китайці                       | 1      | 0,00 %   |
| афганці                       | 1      | 0,00 %   |
| чехи                          | 1      | 0,00 %   |
| кабардинці                    | 1      | 0,00 %   |
| буряти                        | 1      | 0,00 %   |
| голландці                     | 1      | 0,00 %   |
| австрійці                     | 1      | 0,00 %   |
| алтайці                       | 1      | 0,00 %   |
| нанайці                       | 1      | 0,00 %   |
| Разом                         | 168240 | 100 %    |

## Промисловість
Основу економіки міста складають близько чотирьох десятків підприємств машино- і верстатобудування, будівельної індустрії, легкої й харчової промисловості, які поставляють свою продукцію не тільки для підприємств республіки, але і в цілу низку країн.
Серед найзначущих підприємств машинобудування можна назвати верстатобудівний завод ЗАТ «Атлант», який виробляє компресори для Мінського заводу холодильників, різну побутову техніку. Барановицький автоагрегатний завод випускає вузли й механізми, що використовують при виробництві автомашин сімейства «МАЗ» і тракторів «Білорус». Широко відома продукція заводів торгового машинобудування, верстатобудування, автоматичних ліній, а також заводу побутової хімії, авіаремонтного підприємства (ремонт і модернізація військових літаків).
У будівельній індустрії міста працюють завод будівельних деталей, завод залізобетонних виробів і комбінат залізобетонних конструкцій.
Розвинена в місті й харчова промисловість. Свою продукцію поставляють комбінат харчових продуктів, молочний комбінат, м'ясоконсервний комбінат, комбінат хлібопродуктів, млиновий комбінат.
Ряд підприємств міста представляє легку промисловість. Найбільшим з них є Барановіцьке виробниче бавовняне об'єднання. У місті також працюють швейна, трикотажна і взуттєва фабрики.
Славиться місто своїми деревообробними підприємствами, що випускають високоякісні меблі.
У місті працюють 7 великих транспортних підприємств, у тому числі й відділення Білоруської залізниці.

## Освіта
У місті 5 гімназій, ліцей, 16 середніх загальноосвітніх шкіл, декілька десятків дошкільних установ. Середня спеціальна освіта в Барановичах можна отримати в економіко-юридичному коледжі, технологічному коледжі Білкоопсоюза, коледжі легкої промисловості, музичному училищі. Вищу освіту пропонує Барановицький державний університет, указ про створення якого було підписано у 2004 році.

## Охорона здоров'я і спорт
У системі охорони здоров'я міста є 14 лікувально-профілактичних закладів, у яких працюють 3658 лікарів і медпрацівників середньої ланки. Для занять фізкультурою й спортом до послуг містян стадіон, 4 закриті й 4 міні-басейни, 54 спортивні зали, 12 спортивних клубів, 23 стрілецькі тири. У місті працюють 5 дитячих і юнацьких спортивних шкіл.

## Міста-побратими
Барановичі мають багато міст-побратимів. Серед них російські Митищі (Московська область), фінський Гейнола (провінція Пяйят-Хяме), австрійський Штоккерау (земля Нижня Австрія), польські Біла Підляська (Люблінське воєводство), Гдиня (Поморське воєводство), китайський Пучи, італійський Феррара (регіон Емілія-Романья) й інші.

## Відомі люди
- Конопелько Лука (1889, Клинці - 18 листопада 1937) - козак Окремої залізничної сотні Армії УНР
- Гюнешь Алісафаївна Абасова (нар. 1979) — білоруська співачка азербайджанського походження, артистка і вокалістка державного молодіжного театру естради.
- Мая Березовська (1898—1978) — польська художниця, графік, карикатурист і сценограф.
- Збажина Ян — білоруський поет і прозаїк.
- Лозниця Сергій Володимирович — український режисер документальних та художніх фільмів.
- Новодворська Валерія Іллівна — російський політик, публіцист, журналіст, дисидент, правозахисниця.
- Поляков Михайло Олексійович (нар. 30.10.1941, м. Барановичі, Білорусь — 13.05.1995, м. Чернівці, Україна) — співак (баритон), соліст заслуженого Буковинського ансамблю пісні й танцю Чернівецької обласної філармонії. Заслужений артист УРСР (1986). Номінант енциклопедичного видання «Видатні діячі культури й мистецтв Буковини». — Чернівці: Книги XXI, 2010. — Вип. І. — С. 97. — ISBN 978-966-2147-82-7.
- Риженков Володимир Миколайович — білоруський державний діяч.